# Jelizovói járás

A Jelizovói járás a Kamcsatkai határterületen

A Jelizovói járás (oroszul Елизовский район) járás Oroszországban, a Kamcsatkai határterületen. Székhelye Jelizovo város.

## Népesség
- 2002-ben 24 086 lakosa volt.
- 2010-ben 24 559 lakosa volt.